# كارلوس إدواردو مندوزا
كارلوس إدواردو مندوزا (بالإنجليزية: Carlos Eduardo Mendoza)‏ هو قاضي ومحامي أمريكي، ولد في 18 فبراير 1970 في هياليه في الولايات المتحدة.